# Berlaimont
Berlaimont – miejscowość i gmina we Francji, w regionie Hauts-de-France, w departamencie Nord.
Według danych na rok 1990 gminę zamieszkiwało 3398 osób, a gęstość zaludnienia wynosiła 259 osób/km² (wśród 1549 gmin regionu Nord-Pas-de-Calais Berlaimont plasuje się na 259. miejscu pod względem liczby ludności, natomiast pod względem powierzchni na miejscu 173.).